# Charles de Fiesque
Charles-Léon, comte de Fiesque, né en 1613 et mort en 1658 à Madrid, est un officier de l'entourage du Grand Condé dont plusieurs sources signalent le rôle pendant la Fronde.

## Biographie

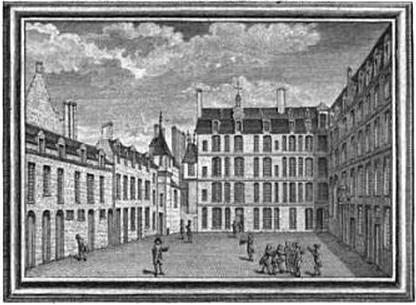
Collège de la Marche, Paris

Charles de Fiesque appartient à l'une des très grandes familles de la noblesse génoise, les Fieschi, d'où sont sortis deux papes, Innocent IV et Adrien V. Il est le petit-neveu de Gian Luigi Fieschi, célèbre pour la conspiration qu'il conduisit en janvier 1547 contre le pouvoir d'Andrea Doria. Son grand-père, Scipion (1528-1598), se mit au service de la France et fut attaché aux reines Catherine de Médicis, Élisabeth d'Autriche et Louise de Lorraine. Sa grand-mère, Alphonsine Strozzi, fut la première dame d'honneur de sa cousine, Catherine de Médicis. Son père, François de Fiesque, fut tué en 1621 au siège de Montauban ; sa mère, Anne Le Veneur, était dame d'atours de Marie de Bourbon-Montpensier, duchesse d'Orléans, puis de sa fille la Grande Mademoiselle. Sa sœur Marie avait épousé Pierre, marquis de Bréauté, seigneur de Néville et mestre de camp du régiment de Sarrieu, tué au siège d'Arras le 24 juin 1640.
Il est élève du collège de la Marche à Paris où Charles-Louis Livet lui trouve pour condisciples Pierre Chanut, Pierre Nicole, Marin Le Roy de Gomberville et Michel de Marolles.
Il épouse en 1643 Gilonne d'Harcourt (1619-1699), qui succéda à sa belle-mère auprès de la Grande Mademoiselle, qui s'en plaignait beaucoup.
Le 2 juillet 1652, envoyé par Condé, il réussit à convaincre la Grande Mademoiselle de porter secours au prince et à son armée en lui ouvrant les portes de Paris (bataille du faubourg Saint-Antoine).
Par la suite, Fiesque est le représentant de Condé à la cour d'Espagne,. Compromis, il ne rentre pas en France et meurt à Madrid.
Il servit de modèle pour le personnage de Pisistrate dans Artamène ou le Grand Cyrus, le roman-fleuve de Madeleine et Georges de Scudéry.